# Package-on-package

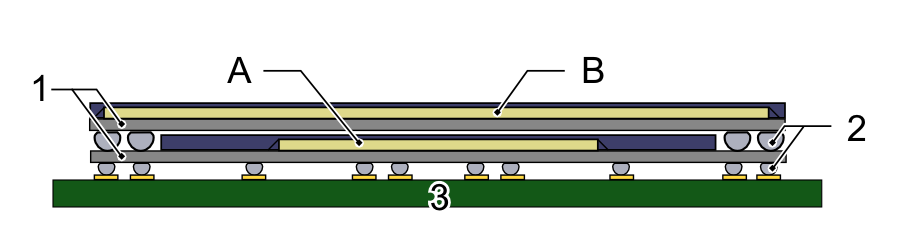
Twee gestapelde SoC's die onderling via microscopische soldeerballetjes met elkaar zijn verbonden.

Package-on-Package (PoP) is een fabricagetechniek in de micro-elektronica waarin twee of meer geprepareerde chipbehuizingen op elkaar gemonteerd en daarna op een printplaat gesoldeerd worden.
Dit ontwerp maakt een hogere integratiedichtheid mogelijk dan de plaatsing van de afzonderlijke Ball Grid Array chipbehuizingen naast elkaar op de printplaat en wordt bij voorkeur gebruikt in smartphones, digitale camera's en tabletcomputers.
Wanneer er meerdere microchips op elkaar worden gestapeld, dan spreekt men van die-stacking of een system-in-package (SiP).
Package-on-Package is in 2007 ontwikkeld door Maxim Integrated Products en het type structuur wordt gespecificeerd in JEDEC-normen.